# Barry Levinson
Barry Lee Levinson (Baltimora, 6 aprile 1942) è un regista, sceneggiatore, produttore cinematografico e produttore televisivo statunitense.
Ha vinto il premio Oscar al miglior regista nel 1989 per Rain Man - L'uomo della pioggia.

## Biografia
Levinson nasce a Baltimora, nel Maryland, il 6 aprile del 1942 da una famiglia ebraica di origini russe, figlio di Irvin Levinson, proprietario di un negozio d'elettrodomestici, e di Violet "Vi" Krichinsky, una casalinga. Dopo aver studiato all'American University di Washington, si trasferisce a Los Angeles, dove inizia la sua carriera come attore e autore di commedie per teatro e televisione. Debutta alla regia nel 1982 con A cena con gli amici.
Tra i suoi film più celebri tra gli anni ottanta e novanta si segnalano Il migliore (1984) con Robert Redford, Glenn Close, Robert Duvall e Kim Basinger, Good Morning, Vietnam (1987), con Robin Williams, Rain Man - L'uomo della pioggia (1988) con Dustin Hoffman, Tom Cruise e Valeria Golino, Toys - Giocattoli (1992), ancora con Robin Williams, Rivelazioni (1994), con Michael Douglas e Demi Moore, Sleepers (1996), con Robert De Niro, Brad Pitt e Vittorio Gassman, e Sesso & potere (1997), con Dustin Hoffman e Robert De Niro.
È stato sposato dal 1977 al 1982 con l'attrice Valerie Curtin, mentre dal 1983 è sposato con la pittrice Diana Rhodes, da cui ha avuto due figli: Sam e Jack.

## Filmografia

### Regista

#### Cinema
- A cena con gli amici (Diner) (1982)
- Il migliore (The Natural) (1984)
- Piramide di paura (Young Sherlock Holmes) (1985)
- Tin Men - 2 imbroglioni con signora (Tin Men) (1986)
- Good Morning, Vietnam (1987)
- Rain Man - L'uomo della pioggia (Rain Man) (1988)
- Avalon (1990)
- Bugsy (1991)
- Toys - Giocattoli (Toys) (1992)
- Jimmy Hollywood (1994)
- Rivelazioni (Disclosure) (1994)
- Sleepers (1996)
- Sesso & potere (Wag the Dog) (1997)
- Sfera (Sphere) (1998)
- Liberty Heights (1999)
- Salvi per un capello (An Everlasting Piece) (2000)
- Bandits (2001)
- L'invidia del mio migliore amico (Envy) (2004)
- L'uomo dell'anno (Man of the Year) (2006)
- Disastro a Hollywood (What Just Happened?) (2008)
- The Bay (2012)
- The Humbling (2014)
- Rock the Kasbah (2015)
- The Alto Knights - I due volti del crimine (The Alto Knights) (2025)

#### Televisione
- Oz – serie TV (1997-2003) - produttore
- PoliWood (2009) - documentario
- You Don't Know Jack - Il dottor morte – film TV (2010)
- Shades of Blue – serie TV (2016)
- The Wizard of Lies – film TV (2017)
- Paterno – film TV (2018)
- Harry Haft - Storia di un sopravvissuto (The Survivor) – film TV (2021)
- Dopesick - Dichiarazione di dipendenza – serie TV (2021)

### Sceneggiatore
- L'ultima follia di Mel Brooks (Silent Movie), regia di Mel Brooks (1976)
- Alta tensione (High Anxiety), regia di Mel Brooks (1977)
- ...e giustizia per tutti (...And Justice for All), regia di Norman Jewison (1979)
- I ragazzi del Max's bar (Inside Moves), regia di Richard Donner (1980)
- Amici come prima (Best Friends), regia di Norman Jewison (1982)
- A cena con gli amici (Diner), regia di Barry Levinson (1982)
- Un'adorabile infedele (Unfaithfully Yours), regia di Howard Zieff (1984)
- Tin Men - 2 imbroglioni con signora (Tin Men), regia di Barry Levinson (1986)
- Avalon, regia di Barry Levinson (1990)
- Toys - Giocattoli, regia di Barry Levinson (Toys) (1992)
- Jimmy Hollywood, regia di Barry Levinson (1994)
- Sleepers, regia di Barry Levinson (1996)
- Liberty Heights, regia di Barry Levinson (1999)
- L'uomo dell'anno, regia di Barry Levinson (Man of the Year) (2006)

### Attore
- L'ultima follia di Mel Brooks (Silent Movie), regia di Mel Brooks (1976)
- Alta tensione (High Anxiety), regia di Mel Brooks (1977)
- La pazza storia del mondo (History of the World, Part I), regia di Mel Brooks (1981)
- Rain Man - L'uomo della pioggia (1988)
- Quiz Show, regia di Robert Redford (1994)
- Bee Movie, regia di Steve Hickner e Simon J. Smith (2007) - voce
- Muhammad Ali's Greatest Fight, regia di Stephen Frears (2013)
- Stai con me oggi? (Here Today), regia di Billy Crystal (2021)
- The Kominsky Method – serie TV - Stagione 3 (2021)

## Premi e riconoscimenti

### Premi Oscar
- 1980 - Nomination miglior sceneggiatura originale per ...E giustizia per tutti
- 1983 - Nomination miglior sceneggiatura originale per A cena con gli amici
- 1989 - Miglior regista per Rain Man
- 1991 - Nomination miglior sceneggiatura originale per Avalon
- 1992 - Nomination miglior film per Bugsy
- 1992 - Nomination miglior regista per Bugsy

### Golden Globe
- 1989 - Nomination miglior regista per Rain Man
- 1991 - Nomination miglior sceneggiatura per Avalon
- 1992 - Nomination miglior regista per Bugsy

### Primetime Emmy Awards
- 1993 - Migliore regia di una serie drammatica - Homicide (Homicide: Life on the Street), episodio Gone for Goode

## Doppiatori italiani
- Alessandro Rossi in Rain Man
- Danilo De Girolamo in Bee Movie
- Ambrogio Colombo in Il metodo Kominsky